# Seznam chráněných území v okrese Ilava
Toto je seznam chráněných území v okrese Ilava aktuální k roku 2015, ve kterém jsou uvedena chráněná území v oblasti okresu Ilava.
| Kód  | Obrázek                       | Typ | Název                  | Rozloha (ha) | Galerie Commons                                                     | Popis území | Souřadnice                       |
| ---- | ----------------------------- | --- | ---------------------- | ------------ | ------------------------------------------------------------------- | ----------- | -------------------------------- |
| 1119 |                               | PP  | Babiná                 | 23,6659      |                                                                     |             |                                  |
| 214  |                               | PP  | Biely vrch             | 4,4150       |                                                                     |             | 49°4′20″ s. š., 18°7′52″ v. d.   |
| 226  |                               | PP  | Brezovská dolina       | 2,4768       |                                                                     |             |                                  |
| 236  | Červenokamenské bradlo        | PR  | Červenokamenské bradlo | 47,5200      | Kategorie „Červenokamenské bradlo“ na Wikimedia Commons             |             |                                  |
| 880  |                               | PP  | Dračia studňa          | 7,5800       |                                                                     |             |                                  |
| 1033 |                               | PR  | Drieňová               | 25,1200      |                                                                     |             |                                  |
| 324  | Krivoklátska tiesňava         | PP  | Krivoklátská tiesňava  | 9,7047       | Kategorie „Krivoklátska tiesňava“ na Wikimedia Commons              |             | 49°2′53″ s. š., 18°9′5″ v. d.    |
| 881  |                               | PP  | Krivoklátske lúky      | 4,3297       |                                                                     |             |                                  |
| 840  | Popis obrazku                 | PR  | Nebrová                | 53,3000      | Kategorie „Nebrová“ na Wikimedia Commons                            |             |                                  |
| 417  |                               | PP  | Skalice                | 1,4000       |                                                                     |             |                                  |
| 432  | Strážov - pohled od Zliechova | NPR | Strážov                | 480,0100     | Kategorie „Strážov (peak in Strážovské vrchy)“ na Wikimedia Commons |             | 48°57′16″ s. š., 18°27′42″ v. d. |
| 433  | Strošovský močiar - detail    | PP  | Strošovský močiar      | 0,7700       | Kategorie „Strošovský močiar“ na Wikimedia Commons                  |             | 49°7′1″ s. š., 18°9′19″ v. d.    |
| 847  | Vápeč od Horní Poruby         | NPR | Vápeč                  | 75,3800      | Kategorie „Vápeč“ na Wikimedia Commons                              |             | 48°56′21″ s. š., 18°19′34″ v. d. |
| 480  | Bradlo Vršatec-Javorník       | PR  | Vršatské bradlá        | 82,3900      | Kategorie „Vršatské bradlá“ na Wikimedia Commons                    |             | 49°4′ s. š., 18°10′ v. d.        |
| 481  | Zřícenina hradu Vršatec       | PR  | Vršatské hradné bralo  | 12,0500      | Kategorie „Vršatec Castle“ na Wikimedia Commons                     |             | 49°3′56″ s. š., 18°9′1″ v. d.    |
| 1101 |                               | PP  | Zliechovský močiar     | 2,8038       |                                                                     |             |                                  |